# Caryocolum alsinella
Caryocolum alsinella – gatunek motyla z rodziny skośnikowatych i podrodziny Gelechiinae. Zamieszkuje Europę i zachodnią Afrykę Północną. 

## Taksonomia
Gatunek ten opisany został po raz pierwszy w 1868 roku przez Philippa Christopha Zellera pod nazwą Gelechia alsinella. Jako lokalizację typową ustalono w 1988 roku Cave del Predil w prowincji Udine we Włoszech. W 1870 roku Hermann von Heinemann przeniósł ów gatunek do rodzaju Lita. W 1887 roku James William Tutt opisał Lita semidecandriella z Anglii. W 1925 roku Edward Meyrick oba te gatunki umieścił w rodzaju Phthorimaea. W 1954 roku Josef Wilhelm Klimesch przeniósł je do rodzaju Gnorimoschema, nadając im rangi podgatunków – Gnorimoschema alsinellum alsinellum i Gnorimoschema alsinellum semidecandrellum. W 1958 roku w obrębie tegoż rodzaju wyróżniony został przez Františka Gregora Jr i Dalibora Povolnego podrodzaj Gnorimoschema (Caryocolum), do którego trafił omawiany takson. Do rangi rodzaju wyniósł ten podrodzaj w 1958 roku László Anthony Gozmány. W 1981 roku Ole Karsholt ostatecznie zsynonimizował takson opisany przez Tutta z C. alsinella.
W 1988 roku Peter Huemer przy okazji rewizji rodzaju Caryocolum na podstawie morfologicznej analizy kladystycznej zaliczył C. alsinella do grupy gatunków alsinella wraz z C. albifaciella, C. anatolicum, C. bosalella, C. vicinella i C. viscariella.

## Morfologia

### Owad dorosły
Obie płcie osiągają od 4 do 5 mm długości skrzydła przedniego.
Głowa jest wypukła, brązowa z białawym czołem. Czułki są pozbawione grzebykowania. Głaszczki wargowe są odgięte, trójczłonowe, o członie drugim białawym z brązowym nakrapianiem na powierzchni zewnętrznej, a członie trzecim nieco od niego krótszym i czarniawym z białym nakrapianiem na stronie grzbietowej. Aparat gębowy ma ponadto dobrze wykształconą, prawie tak długą jak głaszczki wargowe ssawkę oraz czteroczłonowe głaszczki szczękowe.
Tułów wraz z tegulami ma barwę brązową z białawym nakrapianiem. Przednie skrzydła mają barwę brązową z białym nakrapianiem, szczególnie dobrze wyrażonym w 1/5 i połowie długości. Niewyraźny czarny wzór obejmuje łatę w ćwierci długości, kropki w połowie i 3/5 długości oraz nakrapianie na wierzchołku. Znaki te często obwiedzione są pomarańczowobrązowymi łuskami. Duży udział łusek pomarańczowobrązowych cechuje zwłaszcza populacje z Wielkiej Brytanii i zachodniej Jutlandii, identyfikowane swego czasu jako osobny gatunek lub podgatunek semidecandrellum. Białe plamki kostalna i tornalna są niepołączone.
Genitalia samca mają szeroki unkus, słabo wykształconą i pozbawioną kolców zawieszkę, długą, smukłą, palcowatą z lekko zakrzywionym wierzchołkiem walwę, kciukowaty z lekko wklęśniętą krawędzią odsiebno-brzuszną sakulus, długi i smukły sakus, parę długich, igłowatych sklerotyzacji na anellusie oraz smukły, prosty edeagus z drobnym wyrostkiem bocznym na nabrzmiałej nasadzie i licznymi, drobnymi kolcami na szczycie. Tylna krawędź winkulum ma głębokie wcięcie środkowe i parę płytkich wcięć środkowo-bocznych, które wygradzają parę dużych, palcowatych wyrostków.
Odwłok samicy ma ósmy segment pozbawiony wyrostków, zaopatrzony w cztery wyraźne, krótkie fałdy brzusznośrodkowe, otaczające ostium torebki kopulacyjnej. Przedsionka genitaliów brak zupełnie. Przewód torebki kopulacyjnej ma parę długich sklerotyzacji bocznych o małej do przeciętnej szerokości, sięgających poza połowę długości przedniej gonapofizy. Korpus torebki od wewnątrz porastają liczne mikrotrichia. Znamię torebki jest duże, przysadziste, silnie zakrzywione hakowato, o małej podstawie.

### Larwa
Gąsienica ma żółte do jasnozielonego ciało z czarną głową, rudobrązowym z czarnym wierzchem przedtułowiem i drobnymi, czarnymi pinakulami.

## Ekologia i występowanie

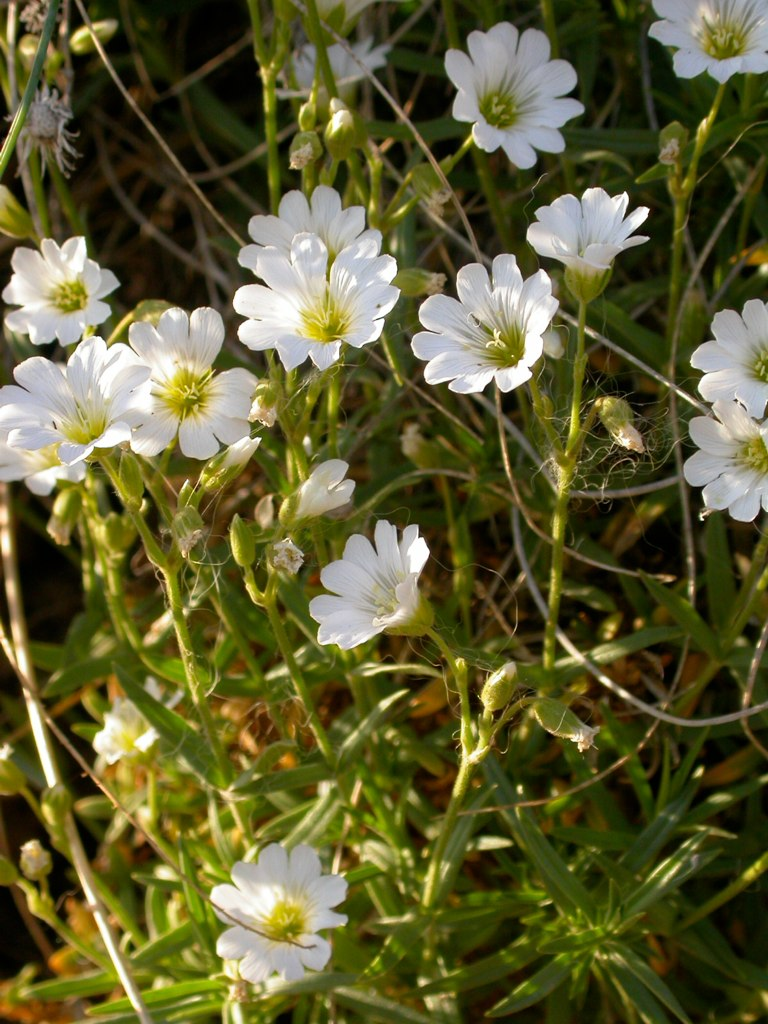
Rogownica polna, roślina żywicielska gatunku

Skośnikowaty ten występuje od piaszczystych wybrzeży aż po wysokość 2700 m n.p.m. Owady dorosłe latają od późnego czerwca do końca września. Gąsienice żerują od maja i początkowo są owadami minującymi liście rośliny żywicielskiej (endofoliofagami). Później przechodzą do egzofitofagii, żerując od zewnątrz na młodych pędach, kwiatach i torebkach nasiennych. Przepoczwarczenie ma miejsce najpóźniej pod koniec czerwca.
Roślinami pokarmowymi gąsienic są głównie przedstawiciele rodzaju rogownica z rodziny goździkowatych, w tym rogownica polna, rogownica pięciopręcikowa i rogownica źródlana. Żerują one również na mokrzycy wiosennej i piaskowcu górskim z tej samej rodziny.
Owad palearktyczny, znany jest z Maroka, Portugalii, Hiszpanii, Irlandii, Wielkiej Brytanii, Francji (w tym z Korsyki), Belgii, Holandii, Niemiec, Szwajcarii, Austrii, Włoch (w tym z Sardynii), Danii, Szwecji, Finlandii, Estonii, Łotwy, Polski, Czech, Słowacji, Węgier, Ukrainy, Rumunii, Słowenii, Chorwacji, Macedonii Północnej i Grecji (w tym z Krety).